# Igualada
Igualada település Spanyolországban, Barcelona tartományban. Lakosainak száma 41 466 fő (2024).

## Földrajza
Igualada Òdena, Vilanova del Camí, Santa Margarida de Montbui és Jorba községekkel határos.

## A város híres szülöttei
- Jordi Savall

## Testvértelepülések
- Lecco
- Guimarães
- Aksakovo
- Alcántara
- Nueva Esperanza
- Guimarães

## Népesség
A település lakosságának változását az alábbi diagram mutatja:
| Lakosok száma | 1630 | 10 201 | 15 490 | 19 866 | 30 382 | 35 195 | 38 918 | 38 751 | 39 967 | 41 466 |
|               | 1717 | 1887   | 1936   | 1960   | 1986   | 2004   | 2009   | 2014   | 2019   | 2024   |